# Australopithecus deyiremeda
Australopithecus deyiremeda és una espècie del gènere extint Australopithecus. Els fòssils daten d'estrats d'entre 3,3 i 3,5 milions anys d'antiguitat del jaciment paleontològic de Woranso-Mille, al centre-oest de la regió Àfar d'Etiòpia. L'espècie fou descrita el maig del 2015 i visqué al mateix moment i la mateixa regió que A. afarensis. L'holotip es conserva al Museu Nacional d'Etiòpia (Addis Abeba). S'ha suggerit la utilització d'eines de pedra per part de A. deyiremeda per algunes marques en ossos d'animals, però aquestes troballes han estat molt debatudes, sense que s'hi haja arribat a un consens científic.